# Estadio Metropolitano (Madrid)
El Estadio Metropolitano, conocido actualmente como Estadio Riyadh Air Metropolitano por motivos de patrocinio, es un recinto deportivo propiedad del Club Atlético de Madrid, situado en el barrio de Rosas, distrito de San Blas-Canillejas, en Madrid, España.
El estadio tiene un aforo de 70 692 espectadores. Su graderío está dividido en tres niveles y forma tres anillos continuos a excepción de la grada alta del lateral oeste. Se inauguró como estadio propiedad del Club Atlético de Madrid el 16 de septiembre de 2017 con la disputa del partido Atlético-Málaga (1-0), correspondiente a la jornada 4 del Campeonato Nacional de Liga, tras la reforma y ampliación acometida entre 2011 y 2017.
Originariamente, este recinto deportivo se inauguró el 6 de septiembre de 1994 como estadio de atletismo, impulsado por la Comunidad de Madrid. Se conoció popularmente como La Peineta debido a la apariencia de su tribuna principal. En 2002, su titularidad se transfirió al Ayuntamiento de Madrid. Formó parte de las candidaturas olímpicas de 2012, 2016 y 2020 de la ciudad de Madrid. Finalmente, el consistorio suscribió un convenio patrimonial con el Club Atlético de Madrid en 2008 por el cual se traspasaba la propiedad del recinto al club rojiblanco, tras el proyecto de reforma.
Hasta la temporada 2021-22, el estadio llevaba el nombre comercial de Wanda Metropolitano, por el patrocinador inicial de dicho recinto, la empresa Wanda Group. A partir del 19 de julio de 2022, se cambió el nombre del estadio a Cívitas Metropolitano debido a la alianza entre el equipo colchonero y el mencionado club de empresas, según se dice en su página oficial.
El 9 de octubre de 2024, el club anunció en su web que,  después de un año y medio, el patrocinador del estadio cambiaba, siendo reemplazado por la aerolínea comercial saudí Riyadh Air. A partir de ese día el estadio pasó a denominarse Riyadh Air Metropolitano.

## Historia

### Estadio original
La grada primigenia del estadio, llamada La Peineta, se terminó de construir en 1993 con un diseño del estudio de arquitectos de Antonio Cruz y Antonio Ortiz como proyecto ganador del concurso para una «Ciudad Deportiva de la Comunidad de Madrid». Dicha grada, cuyo volumen de hormigón configuraba prácticamente toda la obra arquitectónica del estadio deportivo, tenía una capacidad para 20 000 espectadores. Las instalaciones se inauguraron el 6 de septiembre de 1994 en una ceremonia en la que estuvieron presentes el entonces presidente del Comité Olímpico Internacional, Juan Antonio Samaranch, y el entonces presidente de la Comunidad de Madrid, Joaquín Leguina. El coste se cifró en aproximadamente siete mil millones de pesetas. El 21 de enero de 1996, el Atlético de Madrid "B" disputó la segunda vuelta de la Segunda División B en La Peineta. El primer partido fue contra el Real Aranjuez y acabó con victoria rojiblanca por 2-1. El autor del primer gol fue el delantero Luis José Roa en el minuto 29. Por entonces, el estadio de la Comunidad de Madrid solamente contaba con una grada situada en un lateral, que actualmente se conserva, aunque se han realizado tareas de modernización. No es el único cambio con respecto al presente. La Peineta disponía de una pista de atletismo que conectaba la grada con el terreno de juego, pues el estadio estaba pensado por la Comunidad de Madrid como un proyecto de recinto olímpico para albergar diferentes deportes.
El 28 de agosto de 1996, el Atlético de Madrid disputó el partido de vuelta de la Supercopa de España contra el F. C. Barcelona. Esto se debió a que el césped del Estadio Vicente Calderón estaba en unas condiciones impracticables para el juego. El equipo colchonero ganó por 3-1, aunque no pudo remontar la eliminatoria por el título. El primer gol llegó en el minuto 32 y fue en propia puerta por el barcelonista Sergi Barjuan cuando el balón le dio en el cuerpo tras un remate de cabeza de Juan Eduardo Esnáider. En dicho partido estuvo presente como jugador atlético Diego Simeone.
En el comienzo de la temporada 1997-98, el Rayo Vallecano disputó sus partidos como local en La Peineta de forma temporal debido a las obras de implantación de nuevo césped que tenían lugar en el Nuevo Estadio de Vallecas.
En 2002, la Comunidad de Madrid transfirió al Ayuntamiento de Madrid la titularidad del recinto deportivo a cambio de la gestión total del Palacio de los Deportes.

#### Candidaturas olímpicas

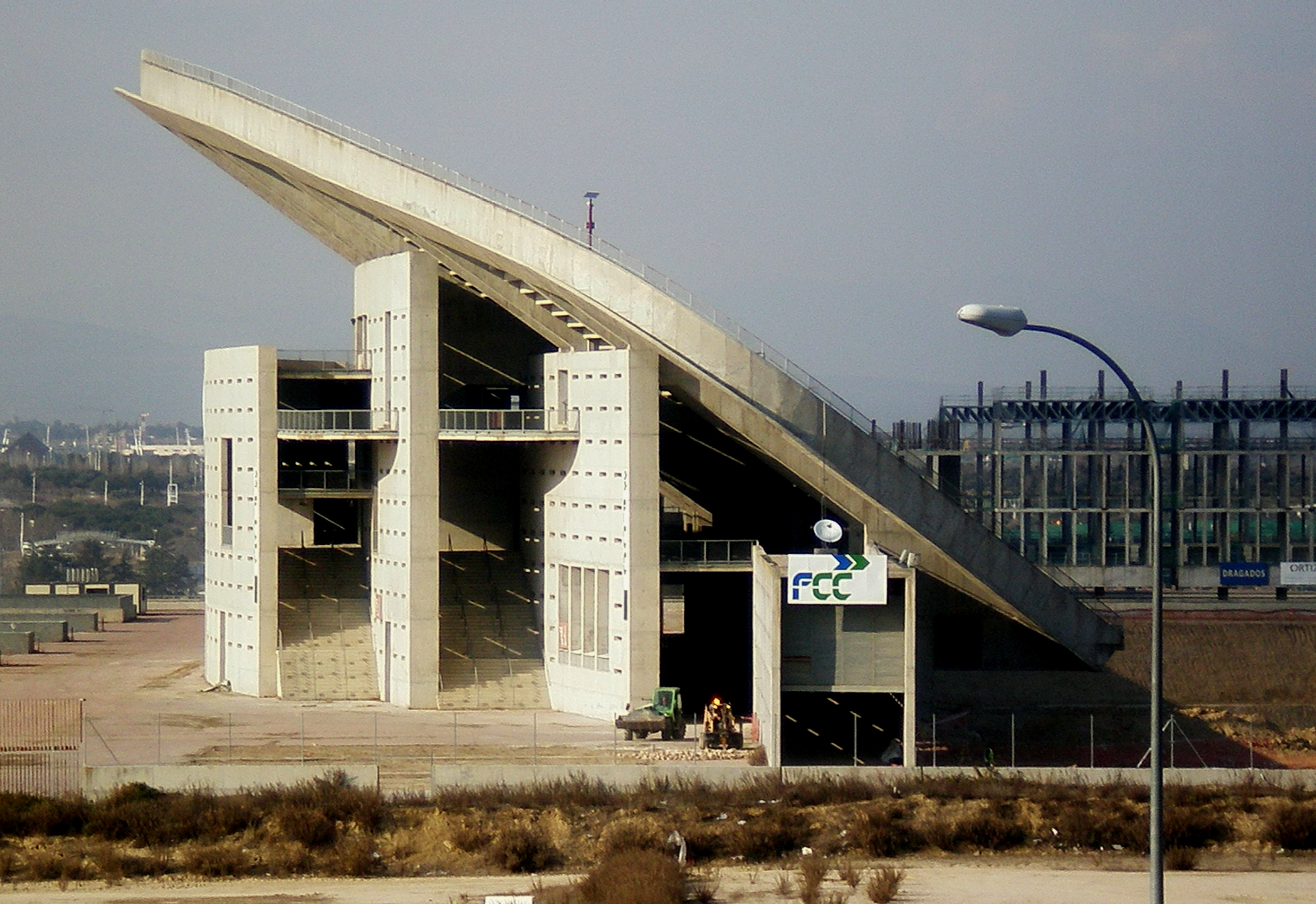
Grada principal del lateral oeste, que se conserva de la antigua Peineta

Ante las candidaturas fracasadas de 2012, 2016 y 2020 de la ciudad de Madrid para organizar los juegos olímpicos, se propuso una reforma y uso del recinto como estadio olímpico. El Atlético de Madrid aprovechó las instalaciones como estadio de fútbol fuera del periodo de la celebración de cada uno de estos.
La candidatura de Madrid a los Juegos Olímpicos de 2012 (eliminada en 2005) preveía en su proyecto una ampliación de la instalación triplicando aproximadamente el aforo de 20 500 a unos 66 000 espectadores.
El 30 de julio de 2007 el Ayuntamiento, el Atlético y Mahou firmaron un primer protocolo de intenciones para la venta del Calderón y el traslado a La Peineta.[cita requerida] El 12 de diciembre de 2008 los responsables del Atlético de Madrid y del Ayuntamiento de Madrid firmaron un convenio por el cual el primero cambiaría de estadio trasladándose a la Peineta y se obligaba a construir un campo en la parcela sobre el antiguo estadio de La Peineta. A cambio de estos nuevos terrenos el Atlético firmó el derribo de su actual estadio, el Estadio Vicente Calderón, cuya parcela se emplearía para terminar de soterrar la autovía urbana M-30 y construir viviendas.
En noviembre de 2011 comenzó la fase cero de las obras de demolición, que consistían en «demoliciones y movimiento de tierras» (las demoliciones referidas a una parte de la grada existente y a otros elementos como muros y torres de alumbrado).

### Estadio del Atlético de Madrid

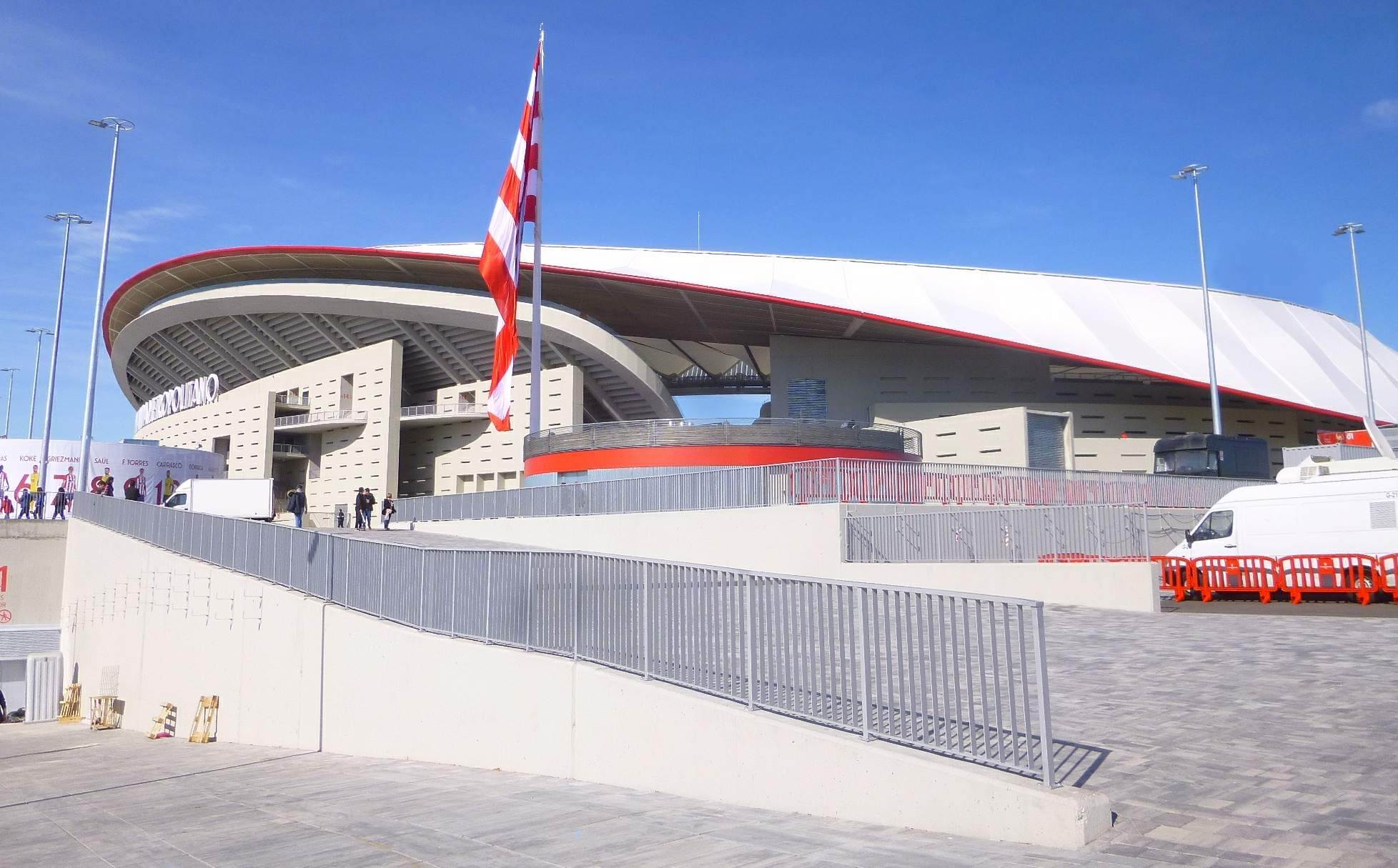
Vista exterior del lateral oeste y fondo sur del estadio

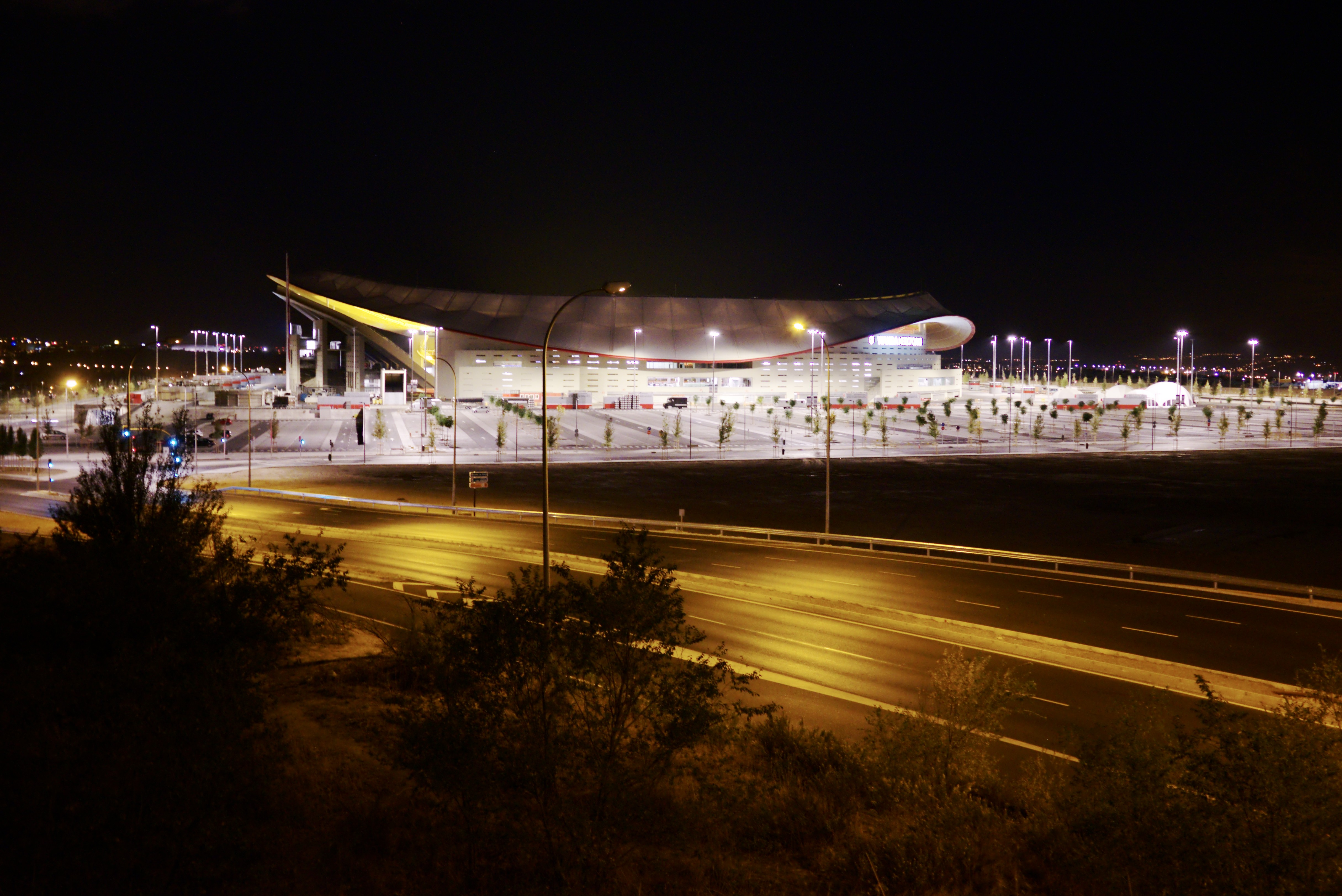
Vista exterior nocturna del estadio, desde la autopista de circunvalación M-40

Tras la derrota de la candidatura de Madrid a los Juegos Olímpicos de 2020, la configuración del estadio, planeada inicialmente con una pista de atletismo que, tras los Juegos Olímpicos, se transformaría en gradas, se descartó en favor de la construcción del estadio sin pista de atletismo desde el inicio de la construcción.
Según los arquitectos, hasta la confirmación definitiva acerca de la elección de los Juegos Olímpicos de 2020, el ritmo de las obras se desarrolló lentamente hasta dicha elección. Miguel Ángel Gil Marín, consejero delegado del Atlético de Madrid, anunció el 11 de septiembre de 2013 que, pese a la no designación de Madrid como ciudad organizadora de los Juegos Olímpicos, el club de fútbol se trasladaría al nuevo estadio de manera oficial el 1 de julio de 2016, lo cual finalmente no llegó a realizarse y se mantuvo el Estadio Vicente Calderón como sede del Atlético de Madrid durante la temporada 2016-17.
Aunque el estadio tiene 68 456 localidades, durante su construcción se calculaba que alcanzaría los 70 000 espectadores repartidos en tres anillos, inferior, medio y superior, con unos 20 000, 13 000 y 30 000 asientos respectivamente, más una cantidad imprecisa de espectadores en función de la configuración de 94 palcos vip adicionales (7.116 butacas).
El viernes 28 de febrero de 2014, el pleno del Ayuntamiento de Madrid aprobó por unanimidad dar el nombre —como forma de homenaje póstumo— de Luis Aragonés (quien fue jugador y entrenador del Atlético de Madrid y seleccionador campeón de Europa con la selección nacional) a la avenida de acceso al estadio.
En diciembre de 2016, Enrique Cerezo anunció que el estadio se denominaría Wanda Metropolitano, nombre elegido para bautizar al estadio, entonces no finalizado. Este nombre se eligió tras llegar a un acuerdo con el conglomerado chino de empresas Wanda Group, mientras que la segunda parte del nombre es un homenaje a uno de los anteriores estadios del club, el Stadium Metropolitano (1923-1966).
El 5 de mayo de 2017 se formalizó la escritura de transmisión del estadio, que firmaron el concejal de Economía y Hacienda del Ayuntamiento de Madrid, Carlos Sánchez Mato, y el consejero delegado del Atlético de Madrid, Miguel Ángel Gil Marín.
El 31 de julio de 2018, el Tribunal Superior de Justicia de Madrid comunicaba que se había estimado el recurso contencioso-administrativo interpuesto contra el acuerdo de aprobación definitiva de la modificación puntual del P.G.O.U. de Madrid, que amparaba la construcción del Estadio Metropolitano. La sentencia, que declaraba nulo el acuerdo de aprobación de esa modificación del P.G.O.U., era recurrible en casación ante el Tribunal Supremo. El 24 de septiembre de 2020, la Sala de lo Contencioso-Administrativo del Tribunal Supremo estimó el recurso interpuesto por el Ayuntamiento de Madrid, la Comunidad de Madrid y el Atlético de Madrid, consideró ajustado a derecho el P.G.O.U. y anuló así la sentencia anterior.

#### Inauguración
Se inauguró como estadio propiedad del Atlético de Madrid el 16 de septiembre de 2017 en una ceremonia en la que el rey Felipe VI destapó una placa conmemorativa. Después, se disputó el partido Atlético-Málaga C.F. (1-0), correspondiente a la jornada 4 del Campeonato Nacional de Liga, con una asistencia de 62 906 espectadores. Realizaron el saque de honor José Eulogio Gárate, Fernando Torres y un niño de la cantera. Marcó el primer gol tras la remodelación de este estadio el delantero rojiblanco Antoine Griezmann en el minuto 61 tras rematar con la pierna derecha desde el medio del área un centro de Ángel Correa.
Desde su inauguración, el estadio ha acogido una final nacional, la final de Copa del Rey 2017/18, y una final internacional, la final de Liga de Campeones 2018/19.
El 30 de agosto de 2017 comenzó la colocación de una serie de placas en uno de los laterales del estadio para recordar el paso de los futbolistas más destacados que vistieron la camiseta rojiblanca, denominado Paseo de Leyendas del Atlético. El criterio para considerar a un jugador o jugadora leyenda es llegar a los 100 partidos oficiales con el Atlético de Madrid. El 18 de agosto de 2022 la Comisión Social del Atlético de Madrid decidió renombrarlo como Paseo de los Jugadores Centenarios. Además, se decidió modificar las condiciones de la instalación de las placas para incluir la posibilidad de la retirada de la placa y se anunció la creación de un mural para jugadores importantes no centenarios.
El 29 de octubre de 2021, se inauguró en el exterior del estadio una estatua en honor a Luis Aragonés, financiada íntegramente por los aficionados rojiblancos y diseñada por la escultora Alicia Huertas.

#### Efemérides

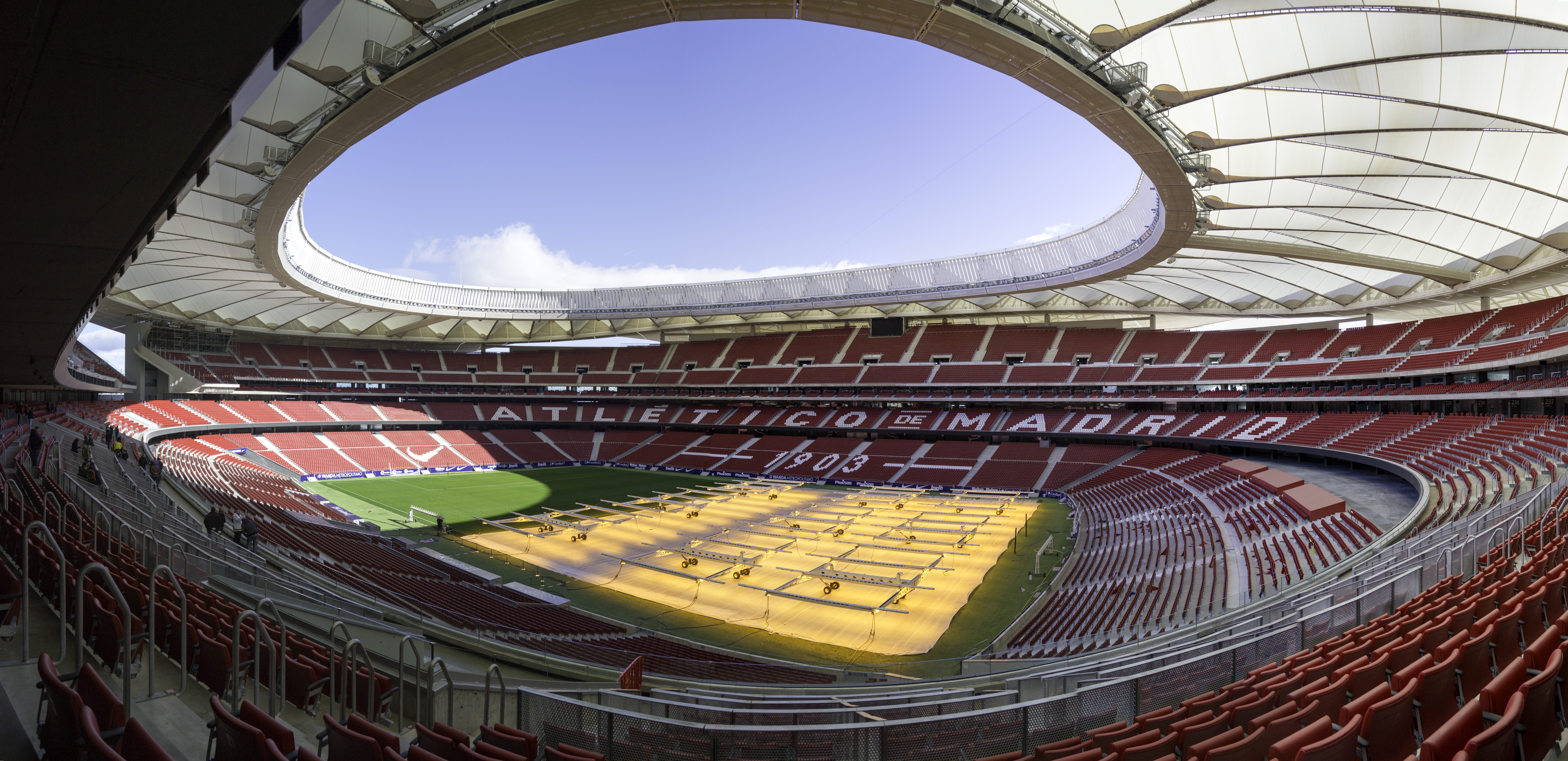
Panorámica interior del estadio

Desde su inauguración, ha recibido varios premios, como el de «mejor obra pública de 2017» del Colegio de Ingenieros, y el de «mejor estadio del mundo de 2018», por el World Football Summit. El 17 de marzo de 2019, se batió un récord mundial de clubes en el fútbol femenino, con la asistencia de 60.739 espectadores al partido de la jornada 24 de Liga entre Atlético de Madrid y FC Barcelona.
El 19 de julio de 2022 el club rojiblanco firmó un acuerdo de patrocinio con la promotora inmobiliaria Cívitas y el estadio se rebautizó como Cívitas Metropolitano.
El 7 de septiembre de 2023 el club anunció que durante el verano realizó unas obras para una ampliación del aforo, que alcanzó los 70 460 espectadores.
El 9 de octubre de 2024 la entidad rojiblanca alcanzó un acuerdo con la aerolínea Riyadh Air, que ya era patrocinador principal del equipo, y el estadio fue renombrado como Riyadh Air Metropolitano.mkcnjcssanasn
El 21 de noviembre de 2024 el club anunció que tras la instalación de dos Skyboxes, la ampliación de diversas áreas VIP y la creación de nuevas plataformas para personas con discapacidad, el aforo del Riyadh Air Metropolitano aumentó hasta los 70 692 espectadores.

## Partidos internacionales

### Selección española
La selección española ha disputado sesenta y cinco partidos en Madrid, once de ellos en el Vicente Calderón, anterior estadio del club rojiblanco. El 27 de marzo de 2018, España disputó su primer encuentro internacional en este estadio ante Argentina, a la que derrotó por un contundente 6-1.
| Amistoso; 27 de marzo de 2018 | España                                                   | 6:1 (2:1) | Argentina    |                                                            |                                                            |
|                               | Costa 12' · Isco 27' 52' 74' · Alcántara 55' · Aspas 73' |           | Otamendi 39' | Asistencia: 65.541 espectadores Árbitro(s): Anthony Taylor | Asistencia: 65.541 espectadores Árbitro(s): Anthony Taylor |

| Clasificación Eurocopa 2020; 18 de noviembre de 2019 | España                                             | 5:0 (4:0) | Rumanía |                                                              |                                                              |
|                                                      | Ruiz 7' · Moreno 32' 42' · Rus 44' · Oyarzabal 90' |           |         | Asistencia: 36.198 espectadores Árbitro(s): Aleksei Kulbakov | Asistencia: 36.198 espectadores Árbitro(s): Aleksei Kulbakov |

## Partidos de clubes

### Finales continentales
La final de la máxima competición europea de clubes se ha disputado en ocho ediciones en España, cinco de ellas en Madrid. El 1 de junio de 2019, el Estadio Metropolitano fue la sede de la final de Liga de Campeones 2018/19, primera disputada en la capital fuera del Santiago Bernabéu, y fue el cuarto estadio del país en albergarla.
| Final Liga de Campeones 2018/19; 1 de junio de 2019 | Tottenham H. F. C. | 0:2 (0:1) | Liverpool F. C.      |                                                           |                                                           |
|                                                     |                    |           | Salah 2' · Origi 87' | Asistencia: 63.272 espectadores Árbitro(s): Damir Skomina | Asistencia: 63.272 espectadores Árbitro(s): Damir Skomina |

### Finales nacionales
La final del Campeonato de España se ha disputado en sesenta y siete ediciones en Madrid, catorce de las cuales fueron en el Vicente Calderón y una en el antiguo Metropolitano. En la temporada 2017/18, en la que se estrenaba el nuevo estadio rojiblanco, albergó el 21 de abril de 2018 la final de la competición.
| Final Copa del Rey 2017/18; 21 de abril de 2018 | Sevilla F. C. | 0:5 (0:3) | F. C. Barcelona                                         |                                                                             |                                                                             |
|                                                 |               |           | Suárez 14' 40' · Messi 31' · Iniesta 52' · Coutinho 69' | Asistencia: 62.623 espectadores Árbitro(s): Jesús Gil Manzano (Extremadura) | Asistencia: 62.623 espectadores Árbitro(s): Jesús Gil Manzano (Extremadura) |

## Conciertos

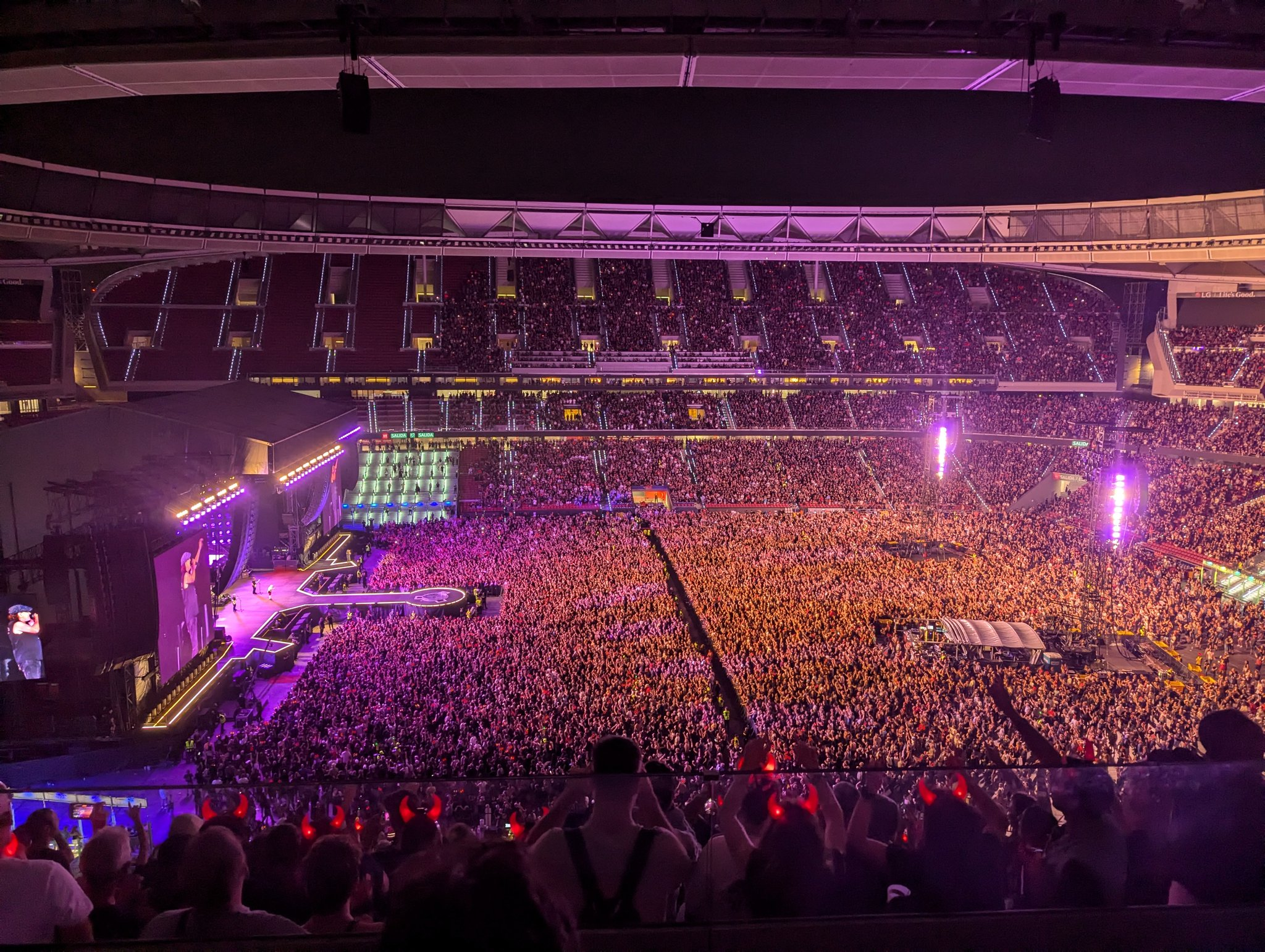
AC/DC en el Metropolitano

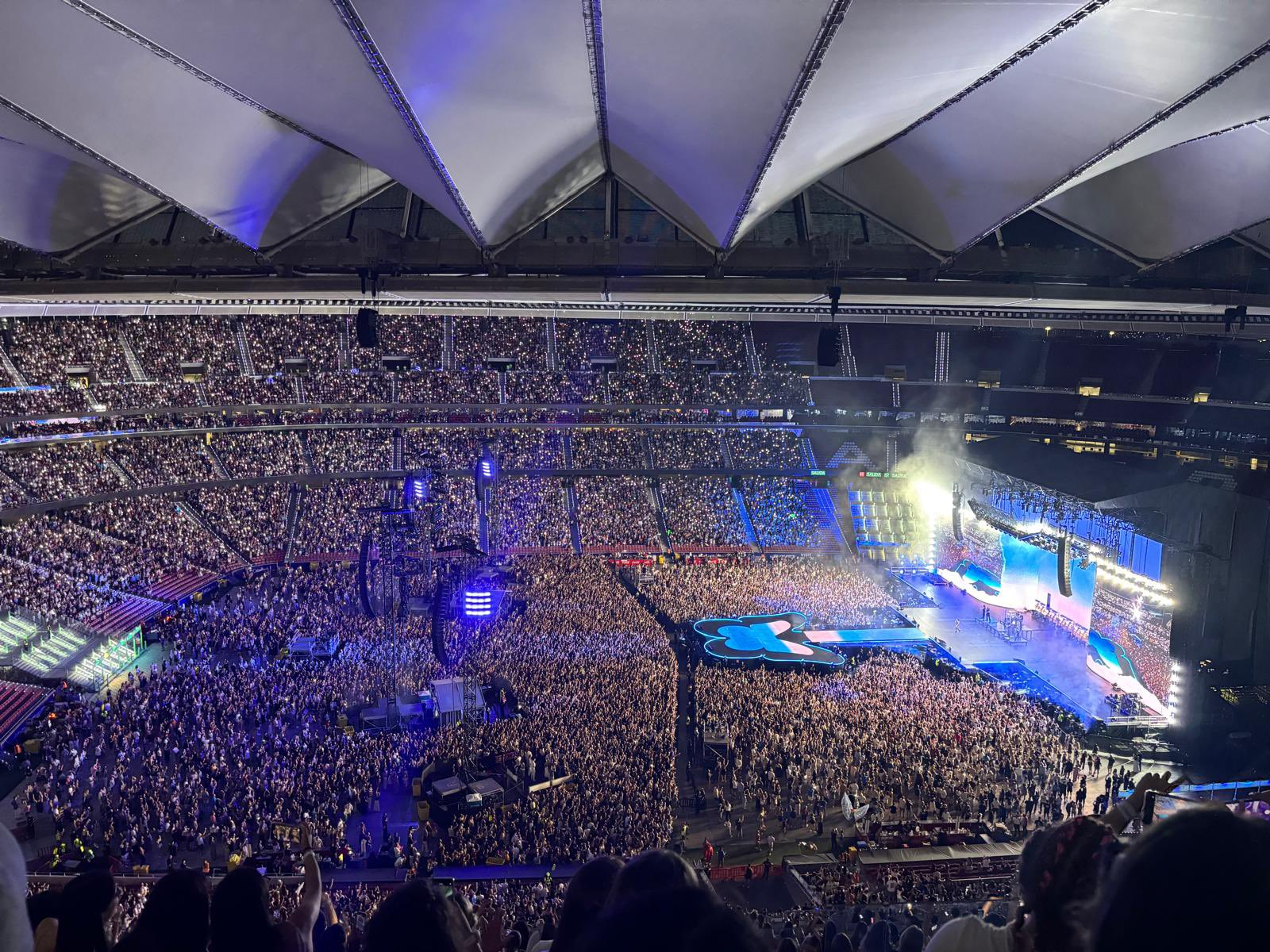
Concierto de Aitana

| Fechas              | Artista              | Gira                                    |
| ------------------- | -------------------- | --------------------------------------- |
| 22 de junio de 2018 | Bruno Mars           | 24K Magic World Tour                    |
| 14 de julio de 2018 | Iron Maiden          | Legacy of the Beast Tour                |
| 11 de junio de 2019 | Ed Sheeran           | ÷ Tour                                  |
| 19 de junio de 2019 | Alejandro Sanz       | #LaGira                                 |
| 7 de julio de 2019  | Bon Jovi             | This House Is Not For Sale Tour         |
| 26 de julio de 2019 | Muse                 | Simulation Theory World Tour            |
| 1 de junio de 2022  | The Rolling Stones   | Sixty Tour                              |
| 4 de junio de 2022  | Alejandro Sanz       | Sanz En Vivo                            |
| 24 de junio de 2022 | Vetusta Morla        | Cable A Tierra                          |
| 3 de junio de 2023  | Rockin' 1000         | Rockin' 1000 Madrid                     |
| 9 de junio de 2023  | Guns N' Roses        | Guns N' Roses 2023 Tour                 |
| 23 de junio de 2023 | Rammstein            | Rammstein Stadium Tour                  |
| 18 de julio de 2023 | The Weeknd           | After Hours til Dawn Tour               |
| 12 de junio de 2024 | Bruce Springsteen    | Springsteen and E Street Band 2023 Tour |
| 14 de junio de 2024 | Bruce Springsteen    | Springsteen and E Street Band 2023 Tour |
| 17 de junio de 2024 | Bruce Springsteen    | Springsteen and E Street Band 2023 Tour |
| 21 de junio de 2024 | Morat                | Antes De Que Amanezca                   |
| 22 de junio de 2024 | Estopa               | Gira 25 Aniversario                     |
| 12 de julio de 2024 | Metallica            | M72 World Tour                          |
| 14 de julio de 2024 | Metallica            | M72 World Tour                          |
| 27 de julio de 2024 | Feid                 | Ferxxocalipsis World Tour               |
| 30 de mayo de 2025  | Ed Sheeran           | +-=÷x Tour                              |
| 31 de mayo de 2025  | Ed Sheeran           | +-=÷x Tour                              |
| 7 de junio de 2025  | Natos & Waor         | 15 Aniversario                          |
| 14 de junio de 2025 | Lola Índigo          | La Bruja, La Niña y El Dragón Tour      |
| 20 de junio de 2025 | DELLAFUENTE          |                                         |
| 21 de junio de 2025 | DELLAFUENTE          |                                         |
| 28 de junio de 2025 | Imagine Dragons      | LOOM World Tour                         |
| 5 de julio de 2025  | Iron Maiden          | Run For Your Lives World Tour           |
| 22 de julio de 2025 | Stray Kids           | dominATE World Tour                     |
| 30 de julio de 2025 | Aitana               | Metamorfosis Season                     |
| 31 de julio de 2025 | Aitana               | Metamorfosis Season                     |
| 23 de mayo de 2026  | El Ultimo De La Fila | Gira 2026                               |
| 30 de mayo de 2026  | Bad Bunny            | Debí Tirar más Fotos Tour               |
| 31 de mayo de 2026  | Bad Bunny            | Debí Tirar más Fotos Tour               |
| 2 de junio de 2026  | Bad Bunny            | Debí Tirar más Fotos Tour               |
| 3 de junio de 2026  | Bad Bunny            | Debí Tirar más Fotos Tour               |
| 6 de junio de 2026  | Bad Bunny            | Debí Tirar más Fotos Tour               |
| 7 de junio de 2026  | Bad Bunny            | Debí Tirar más Fotos Tour               |
| 10 de junio de 2026 | Bad Bunny            | Debí Tirar más Fotos Tour               |
| 11 de junio de 2026 | Bad Bunny            | Debí Tirar más Fotos Tour               |
| 14 de junio de 2026 | Bad Bunny            | Debí Tirar más Fotos Tour               |
| 15 de junio de 2026 | Bad Bunny            | Debí Tirar más Fotos Tour               |

## Ubicación y acceso

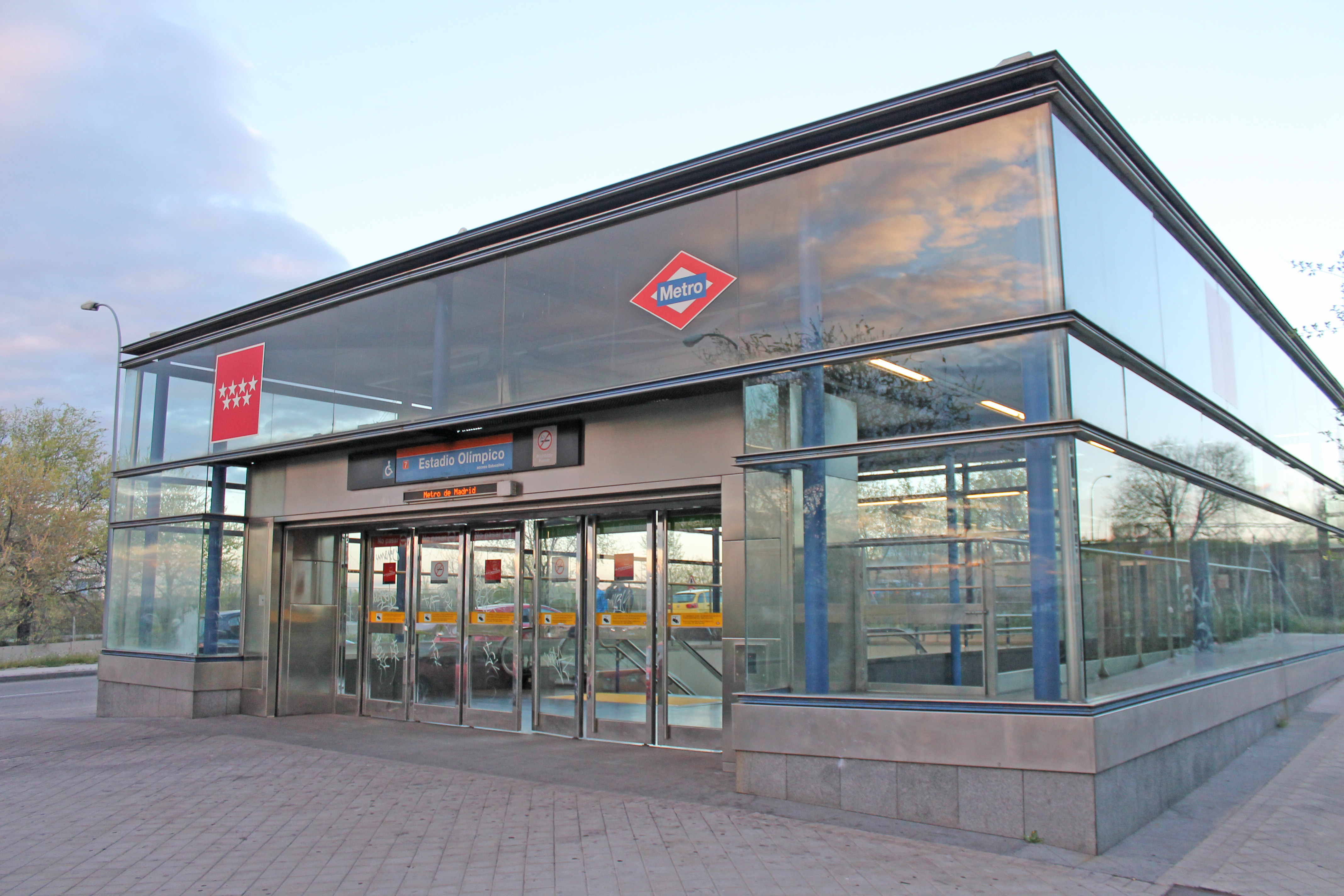
Acceso al metro de calle Estocolmo

El estadio Metropolitano se sitúa adyacente a la autopista de circunvalación M-40, en la manzana que ocupan las avenidas Luis Aragonés y Arcentales y la plaza de Grecia. Pertenece al barrio de Rosas del distrito San Blas-Canillejas, en el este de Madrid. Se puede acceder al recinto en transporte público en metro y en autobús urbano e interurbano.

### Metro
La estación de Estadio Metropolitano pertenece a la línea 7 de Metro.

### Autobús
| Diurnos | Diurnos                            |
| Línea   | Terminales                         |
| ------- | ---------------------------------- |
| 167     | Alsacia - Colonia Fin de Semana    |
| SE721   | Canillejas - Estadio Metropolitano |

Además, las líneas 28, 38, 48, 140, 165, E2 y N6 tienen parada en el entorno del estadio.
| Diurnos | Diurnos                                                    | Diurnos                   |
| Línea   | Terminales                                                 | Operador                  |
| ------- | ---------------------------------------------------------- | ------------------------- |
| 286     | Madrid (Ciudad Lineal) - Coslada (Ciudad 70)               | Avanza Movilidad Integral |
| 288     | Madrid (Ciudad Lineal) - Coslada - San Fernando de Henares | Avanza Movilidad Integral |
| 289     | Madrid (Ciudad Lineal) - Coslada (Hospital)                | Avanza Movilidad Integral |